# Londro
Se llama londro a una pequeña embarcación latina mercante que se usaba en la Edad Media. 
A principios del siglo XVII era de remo y vela y sin cubierta todavía, pero después se construyeron algunos londros casi tan grandes como las galeras, aunque más toscamente fabricados, llevando hasta veinticinco remos por banda y 150 hombres de dotación. Tenían empavesada de tablas con varias portas por donde asomaban algunas pequeñas piezas de artillería o pedreros. En muchas crónicas se encuentra el nombre de londra para esta embarcación.